# Felipe Pirozzini
Felipe Pirozzini y Martí (Barcelona, 1843-Hospitalet de Llobregat, 1876) fue un escritor español.

## Biografía
Nacido en 1843en Barcelona, se dedicó al cultivo de la lengua y literatura catalana y escribió poesías que obtuvieron premio en certámenes literarios celebrados en Gerona y Montpellier. En los Juegos Florales de Barcelona obtuvo tres accésits por las poesías Lo compte Bara (1872), La mala muller y La professó de las bordas (1876). En el certamen celebrado en 1876 por la sociedad La Misteriosa obtuvo un premio extraordinario por la poesía Rondalla celestialy en el de 1877 accésit por la comedia en un acto y en verso titulada Plogut del cel. Dejó escritas algunas composiciones musicales catalanas. Falleció el 7 de junio de 1876 en Hospitalet de Llobregat. El secretario de los Juegos florales de Barcelona en el discurso que leyó en el certamen celebrado en 1877 dedicó algunas líneas en elogio de Felipe Pirozzini.